# Jörg Vienken
Jörg Vienken (* 1. Juni 1948) ist ein deutscher Biomediziner. Er ist ein führender Experte für Biomaterialien und Membranen.

## Leben
Jörg Vienken studierte von 1968 bis 1975 chemische Verfahrenstechnik an der Technischen Universität Darmstadt, anschließend Biophysik an der RWTH Aachen. 1980 wurde er an der RWTH Aachen mit der Arbeit Elektrische Feldeffekte bei Erythrozyten und Lymphozyten und Verbesserung der Kryofixation von biologischen Zellen zum Dr.-Ing. promoviert. Von 1980 bis 1984 war er Wissenschaftlicher Assistent am Institut für Biotechnologie der Julius-Maximilians-Universität Würzburg und zudem Gastwissenschaftler an der biochemischen Abteilung des Royal Free Hospital in London, in der Mebranenforschung am Weizmann-Institut für Wissenschaften in Rehovot, Israel, im Labor für Zellphysiologie der Universität Pierre und Marie Curie in Paris und am National Institutes of Health in Bethesda, USA sowie am Institut für Biophysikalische Chemie am Forschungszentrum Jülich. 1985 wechselte er zu Akzo Nobel Membrana und übernahm bis 1995 die Leitung der Abteilung Scientific Services für den Bereich Gebiet der Membranen für die künstliche Niere und die künstliche Lunge.
1996 wurde er zum Professor der International Faculty for Artificial Organs (INFA) der Fakultät für Bioengineering an der Universität Strathclyde in Glasgow ernannt. Es folgten Gastprofessuren, beispielsweise 1997 an der Donau-Universität Krems sowie an der Technischen Universität Ilmenau, Universität Strathclyde Glasgow, Universität Bologna, RWTH Aachen, Hochschule Fresenius und an der University of Applied Sciences IMC Krems.
Von 1996 bis 2013 war Vienken zudem für Fresenius Medical Care in Bad Homburg als Forschungsdirektor des BioScience Departments tätig. Nach der Verabschiedung in den Ruhestand ist er seit 2013 im Hamburger Unternehmen Nephro-Solutions als Vorstandsmitglied tätig.
Zudem engagierte er sich in internationalen wissenschaftlichen Gesellschaften, wie der European und International Society for Artificial Organs (ESAO und ISAO), deren Vorstandsmitglied er wurde. Vienken ist seit 2000 Mitglied der Leibniz-Sozietät der Wissenschaften zu Berlin in Berlin, wo er die Geschäftsführung der Stiftung der Freunde der Leibniz-Sozietät innehatte. Er ist Wissenschaftlich-technischer Beirat des Berlin-Brandenburger Centrum für Regenerative Therapien.
Er hat auf dem Gebiet der Künstlichen Organe und in der Regenerativen Medizin mehr als 150 Arbeiten publiziert. Er ist zudem im Editorial Board einer Reihe von wissenschaftlichen Zeitschriften vertreten.
Jörg Vienken ist seit 1968 Mitglied der katholischen Studentenverbindung K.D.St.V. Nassovia Darmstadt im CV.

## Ehrungen, Auszeichnungen und Mitgliedschaften
- 1994–2006: Board Member, European Society for Artificial Organs (ESAO)
- 1998–2006: Treasurer, European Society for Artificial Organs (ESAO)
- 1988–2009: Board Member, International Federation of Artificial Organs (IFAO)
- 2002: Mitglied, Leibniz-Sozietät der Wissenschaften zu Berlin
- 2009–2011: Präsident, International Federation of Artificial Organs (IFAO - Dachorganisation der Kontinentalgesellschaften ASAIO, ESAO, JSAO)
- seit 2002: Honorary Council Member, Balkan Cities Association for Nephrology, Transplantation and Artificial Organs (BANTAO)
- 2010–2013: Vorstandsvorsitzender, Vereinigung Deutscher Biotechnologie-Unternehmen (VBU)
- 1998: Honorary Professor, International Medical Association Bulgaria (IMAB) Mitgliedschaften und Herausgeberschaften
- 2005: Verdienstmedaille der Karls-Universität Prag, Tschechien
- 2012: Emil-Bücherl-Award for Lifetime Achievements, European Society for Artificial Organs (ESAO)

## Schriften (Auswahl)
- Das GENIUS-Therapiesystem und ultrareines Dialysat: ein Beitrag zur Therapiequalität in der Dialyse, in „Dialyse 1997“ von H. E. Franz, Pabst Lengerich 1997, ISBN 3-931660-66-4
- Composition and Management of Hemodialysis Fluids, Pabst Lengerich 2000, ISBN 3-934252-64-8, zusammen Aileen Grassmann, Ingrid Uhlenbusch-Körwer, Edeltraud Bonnie-Schorn
- Extrakorporaler Blutkreislauf und Dialyse – Symbiose von Medizin und Technik, Pabst Lengerich 2000, ISBN 3-934252-88-5 zusammen mit Th. Roy
- Zusammensetzung und Handhabung von Dialysierflüssigkeiten, Pabst Lengerich 2001, ISBN 3-935357-94-X, zusammen mit Aileen Grassmann, Ingrid Uhlenbusch-Körwer, Edeltraud Bonnie-Schorn
- Understanding Membranes and Dialysers, Pabst Lengerich 2004, ISBN 3-89967-005-1 zusammen mit Aileen Grassmann, Ingrid Uhlenbusch-Körwer, Edeltraud Bonnie-Schorn